# Fouilloy (Somme)
Fouilloy település Franciaországban, Somme megyében. Lakosainak száma 1762 fő (2022. január 1.). Fouilloy Corbie, Aubigny, Hamelet és Villers-Bretonneux községekkel határos.

## Népesség
A település népességének változása:
| Lakosok száma | 1890 | 1856 | 1865 | 1837 | 1828 | 1829 | 1815 | 1802 | 1762 |
|               | 2013 | 2015 | 2016 | 2017 | 2018 | 2019 | 2020 | 2021 | 2022 |